# Comté de Brooks (Géorgie)
Pour les articles homonymes, voir Comté de Brooks.
Le comté de Brooks est un comté de Géorgie, aux États-Unis.

## Démographie
| 1860  | 1870  | 1880   | 1890   | 1900   | 1910   |
| ----- | ----- | ------ | ------ | ------ | ------ |
| 6 356 | 8 342 | 11 727 | 13 979 | 18 606 | 23 832 |

| 1920   | 1930   | 1940   | 1950   | 1960   | 1970   |
| ------ | ------ | ------ | ------ | ------ | ------ |
| 24 538 | 21 330 | 20 497 | 18 169 | 15 292 | 13 739 |

| 1980   | 1990   | 2000   | 2010   | - | - |
| ------ | ------ | ------ | ------ | - | - |
| 15 255 | 15 398 | 16 450 | 16 243 | - | - |